# Безбожна п'ятирічка

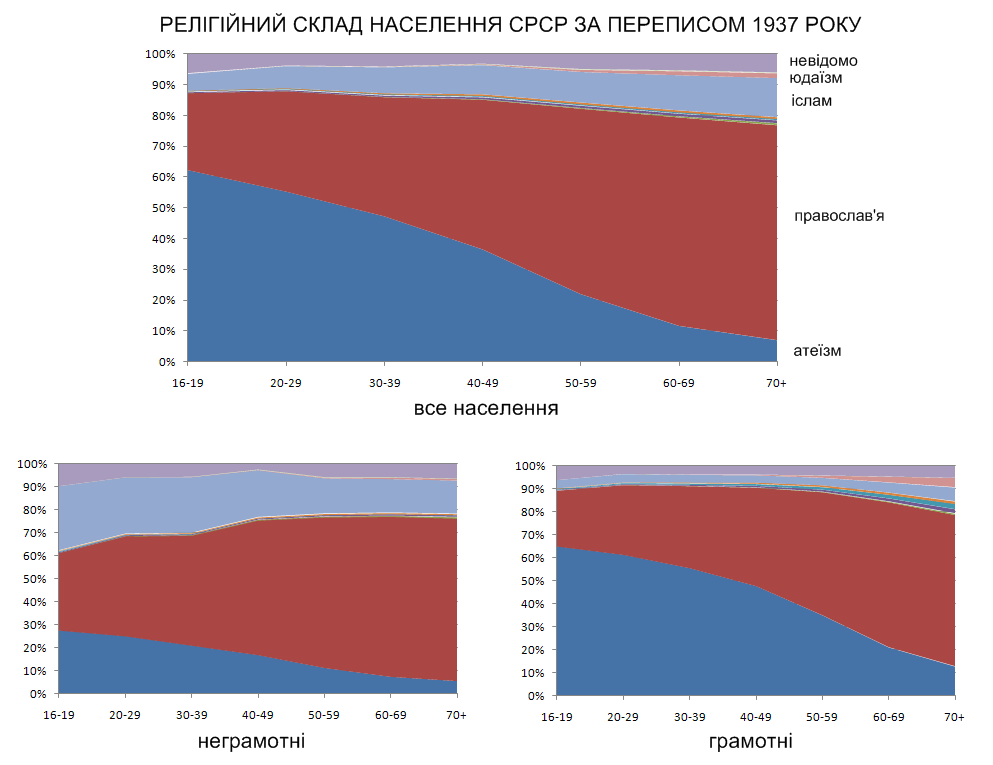
Релігійний склад населення СРСР за переписом 1937 року в залежності від віку та грамотності

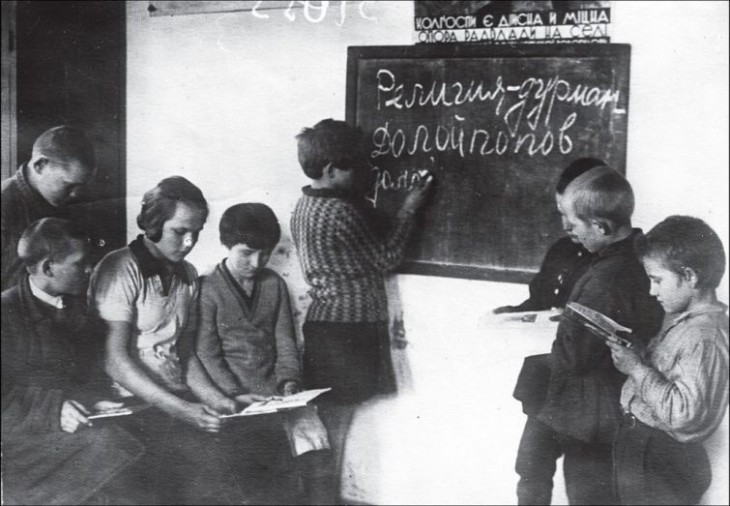
Антирелігійні гасла до Пасхи. Дитяча комуна біля Чугуєва, Харківська область, УРСР, квітень 1931 р.(історичне фото)

Безбо́жна п'ятирі́чка — п'ятирічний план заходів, спрямований на знищення церкви в СРСР, який за непідтвердженою версією, був прийнятий керівництвом комуністичної партії СРСР у 1932 р.

## Перебіг подій
15 травня 1932 Сталін начебто підписав декрет про «безбожну п'ятирічку», де ставилося цілком певне завдання: «До 1 травня 1937 р. ім'я Бога має бути забуте на території країни». На початку 30-х років в СРСР припинили існування 70 єпархій, арештовано 40 архієреїв (в архієрейському служінні залишилося тільки 4), зруйновано велику кількість храмів, що існували ще в 20-ті роки. 
Найактивнішу роль в пропаганді атеїзму в СРСР відігравала створена ще в 1925 році громадська організація «Спілка Войовничих Безвірників», очолювана О. М. Ярославським. За непідтвердженою версією, згідно з неофіційним планом цієї організації, в 1932—1933 р. повинні були закритися всі церкви, молитовні, синагоги й мечеті; до 1933—1934 р. — зникнути всі релігійні подання, щеплені літературою й родиною; до 1934—1935 р. — країну й насамперед молодь необхідно було охопити тотальною антирелігійною пропагандою; до 1935—1936 р. — повинні були зникнути останні молитовні й всі священнослужителі; а до 1936—1937 р. — релігію було потрібно вигнати із самих затишних її куточків. На території України діяла республіканська філія СВБ — Спілка войовничих безвірників України.
Незважаючи на посилений план антирелігійних заходів у переписі населення 1937 року православним віруючими назвали себе 1/3 міського населення й 2/3 сільського, тобто більше половини населення СРСР. За іншими даними — з 30 мільйонів неписьменних громадян СРСР старше 16 років 84 % (або 25 мільйонів) визнали себе віруючими, а з 68,5 мільйона грамотних — 45 % (або більше 30 мільйонів).

Пам'ятник зруйнованим храмам

В місті Черкаси на спомин про загиблих діячів церкви і безпідставні гоніння на церкву, церковні будівлі — встановлено Пам'ятник зруйнованим храмам.